# Pere Riba
Pere Riba Madrid (* 7. dubna 1988, Barcelona, Španělsko) je španělský profesionální tenista. Ve své dosavadní kariéře nevyhrál na okruhu ATP World Tour žádný turnaj. Na turnajích typu Challenger zaznamenal 6 finálových vítězství (3x zvítězil ve dvouhře a 3x ve čtyřhře). Jeho nejvyšším umístěním na žebříčku ATP ve dvouhře bylo 95. místo (12. duben 2010) a ve čtyřhře 118. místo (22. březen 2010).

## Finálové účasti na turnajích ATP World Tour (0)
Žádného finále na ATP se neúčastnil.

## Tituly na turnajích ATP Challenger Tour (6)

### Dvouhra (3)
| Č. | Datum            | Turnaj   | Povrch | Soupeř ve finále     | Výsledek    |
| 1. | 13. září, 2008   | Sevilla  | antuka | Enrico Burzi         | 6-1, 6-3    |
| 2. | 12. září, 2009   | Sevilla  | antuka | Albert Ramos Viñolas | 7-6(2), 6-2 |
| 3. | 28. března, 2010 | Barletta | antuka | Steve Darcis         | 6-3 skreč   |

### Čtyřhra (3)
| Č. | Datum            | Turnaj        | Povrch | Partner                 | Soupeř ve finále                   | Výsledek |
| 1. | 28. červen, 2009 | Reggio Emilia | antuka | Miguel Ángel López Jaén | Gianluca Naso Walter Trusendi      | 6-4, 6-4 |
| 2. | 6. září, 2009    | Brašov        | antuka | Pablo Santos            | Simone Vagnozzi Uros Vico          | 6-3, 6-2 |
| 3. | 31. leden, 2010  | Bucaramanga   | antuka | Santiago Ventura        | Marcelo Demoliner Rodrigo Guidolin | 6-2, 6-2 |

## Postavení na žebříčku ATP na konci sezóny

### Dvouhra
| Rok    | 2003  | 2004    | 2005   | 2006   | 2007   | 2008   | 2009   |
| Pořadí | 1287. | ▲ 1077. | ▲ 909. | ▲ 642. | ▲ 267. | ▲ 157. | ▲ 121. |

### Čtyřhra
| Rok    | 2004  | 2005    | 2006   | 2007   | 2008   | 2009   |
| Pořadí | 1386. | ▲ 1115. | ▲ 696. | ▲ 443. | ▲ 305. | ▲ 150. |